# 永福福德宮
24°58′20″N 121°13′59″E / 24.972151°N 121.233162°E
永福福德宮，又名中壢藝術園區福德宮，是位於臺灣桃園市中壢區永福里、中壢藝術園區內的土地祠，建物狀似合掌。

## 沿革
此廟在日治時期由當地信眾立石為磊，原坐落於今中園路上，普義里7鄰附近。
1973年，因政府闢建中壢工業區，此土地公遷移至今日的中壢藝術園區。該公園原名「忠福公園」，舊隸屬忠福里，隨人口增加，在2000年代，行政區域分割成忠福、永福及幸福三里，改屬於永福里。廟也稱作「永福福德宮」，「永福里福德宮」。同里則還有祭祀水尾大伯公的永福里福德祠，位在中壢玉尊宮旁。

沿革寫名稱還有「中壢藝術園區福德宮」，並記錄祭祀大伯公的廟方也有捐錢。

原先永福福德宮是鐵皮屋的小型廟，為永福里居民重要的信仰重心。2007年，信徒發起改建。設籍永福里的菩剛工藝設計公司、建築師廖文廣等人也義務參與，以保護老榕樹原貌為設計基礎點，創作用雙手合十造型為寺廟入口。廟後有五棵老榕樹與廟相映襯。廟內以自然採光與柔和燈光為主，也提供免費茶水與書報雜誌。
此規劃獲得重建委員會一致決議通過，並向土地公擲筊獲得聖杯，該年5月15日動土重建，經歷260多天竣工，同時也打造一尊新的金身石雕像。2007年尾，有魚池鄉民意代表慕名來考察，稱讚這座外觀歐式，內部卻保有傳統廟宇的新土地公廟。
2008年1月5日，一千多位信徒走西園路、萬能路、中園路2段、南園2路等地遶境祈福，次日上午舉行登龕安座。